# Carla Lasi
Carla Lasi (Riolo Terme, 25 luglio 1965) è un'ex nuotatrice italiana.

## Biografia
Nata nel 1965 a Riolo Terme, in provincia di Ravenna, nel 1983 ha vinto 2 medaglie ai Giochi del Mediterraneo di Casablanca, un argento nei 400 m stile libero, dove ha chiuso con il tempo di 4'19"61 dietro alla greca Sofia Dara, ma soprattutto l'oro negli 800 m stile libero, in 8'47"94.
A 19 anni ha partecipato ai Giochi olimpici di Los Angeles 1984, nei 200 m stile libero, uscendo in batteria, 4ª con il tempo di 2'05"86, e chiudendo 17ª in totale, nei 400 m stile libero, arrivando 2ª in batteria in 4'18"90, qualificandosi alla finale B e terminandola al 4º posto, 12º totale, in 4'18"57, e negli 800 m stile libero, arrivando 2ª in batteria in 8'41"84, qualificandosi alla finale e chiudendola al 5º posto, con il tempo di 8'42"45.
Nel 1985 ha conquistato la medaglia d'argento negli 800 m stile libero alle Universiadi di Kōbe, terminando con il tempo di 8'47"76, dietro alla statunitense Stacy Shupe.
In carriera ha preso parte anche ai Mondiali di Guayaquil 1982 e agli Europei di Spalato 1981, Roma 1983 (5ª negli 800 m stile libero) e Sofia 1985 (6ª negli 800 m stile libero).
Ha detenuto alcuni record italiani nello stile libero: nei 200 m, con il tempo di 2'04"28 in vasca lunga, ottenuto nel 1982 e battuto nel 1984 da Silvia Persi, e con il crono di 2'02"90 in vasca corta, ottenuto nel 1982 e battuto sempre nel 1984 da Silvia Persi; nei 400 m, con i tempi di 4'18"14 e poi 4'15"51 in vasca lunga, ottenuti nel 1983 e 1984 e battuti nel 1987 da Orietta Patron, e con i crono di 4'14"40 e poi 4'14"20 e 4'13"68 in vasca corta, ottenuti nel 1982 e 1984 e battuti nel 1985 da Tanya Vannini e infine negli 800 m con i tempi di 8'43"40 e poi 8'41"84 in vasca lunga, ottenuti nel 1983 e 1984 e battuti nel 1988 da Manuela Melchiorri, e con i crono di 8'42"10 e poi 8'38"70 e 8'35"82 in vasca corta, ottenuti nel 1982, 1983 e 1985 e battuti nel 1987 da Tanya Vannini.
Dopo il ritiro ha lavorato in banca.

## Palmarès

### Universiadi
- 1 medaglia:
  - 1 argento (800 m stile libero a Kōbe 1985)

### Giochi del Mediterraneo
- 2 medaglie:
  - 1 oro (800 m stile libero a Casablanca 1983)
  - 1 argento (400 m stile libero a Casablanca 1983)